# Lac Crean
Le lac Crean est un lac du parc national de Prince Albert, dans la Saskatchewan, au Canada.

## Géographie

### Situation
Le lac Crean se situe entre la ville de Prince Albert (Saskatchewan) et à une centaine de kilomètres de La Ronge